# Religioni in Grecia
Il cristianesimo ortodosso è la religione più diffusa in Grecia. Sulla consistenza dei gruppi religiosi presenti nel Paese non ci sono statistiche governative. Secondo stime del Pew Research Center riferite al 2010, i cristiani rappresentano circa l'88% della popolazione e sono nella stragrande maggioranza ortodossi (l'87% della popolazione); il 5% circa della popolazione segue l'islam, il 6% circa della popolazione non segue alcuna religione e il restante 1% della popolazione segue altre religioni. Secondo stime dell'Association of Religion Data Archives (ARDA) riferite al 2015, i cristiani sono l'86% circa della popolazione e sono in maggioranza ortodossi (circa l'83% della popolazione); i musulmani sono circa il 3,5% della popolazione, coloro che non seguono alcuna religione il 4% circa della popolazione, l'1% della popolazione segue altre religioni e della restante parte della popolazione non si conosce l'affiliazione religiosa.
La costituzione riconosce il cristianesimo ortodosso come la religione prevalente in Grecia, ma riconosce anche la libertà religiosa con alcune limitazioni. Sono vietati i culti religiosi che disturbano l'ordine pubblico oppure offendono i principi morali. La costituzione proibisce il proselitismo religioso inteso come tentativo di cambiare le credenze religiose di una persona con mezzi fraudolenti o approfittando dell'inesperienza di una persona, del suo basso livello intellettivo o di un suo stato di bisogno. Tra le organizzazioni religiose, lo stato riconosce in primo luogo la Chiesa ortodossa greca, la Comunità ebraica e la minoranza musulmana della Tracia; altre organizzazioni riconosciute sono la Chiesa cattolica, la Chiesa anglicana, alcune Chiese protestanti e alcune Chiese ortodosse orientali. La legge prevede che gli altri gruppi religiosi possano ottenere il riconoscimento presentando un'istanza ad un tribunale civile e una documentazione da cui risulti che l'organizzazione segue rituali aperti, non ha dottrine segrete e i propri culti non minacciano l'ordine pubblico. Le organizzazioni religiose riconosciute godono di agevolazioni fiscali e possono comprare e vendere proprietà e gestire luoghi di culto, scuole private e istituzioni caritatevoli. L'insegnamento della religione è previsto sia nelle scuole pubbliche che nelle scuole private; il programma ufficiale prevede l'insegnamento della religione cristiana ortodossa e di elementi riguardanti le altre maggiori religioni conosciute. I genitori che non sono di religione cristiano-ortodossa possono chiedere per i figli l’esonero dall'insegnamento della religione, ma non sono previsti insegnamenti religiosi alternativi, ad eccezione della Tracia (dove è previsto l’insegnamento opzionale della religione islamica) e alcune isole (dove è previsto l'insegnamento opzionale della religione cattolica).

## Religioni presenti

### Cristianesimo
La maggiore Chiesa ortodossa presente in Grecia è la Chiesa greco-ortodossa, rappresentata principalmente dalla Chiesa di Grecia. Sono inoltre presenti la Chiesa apostolica armena e in misura minore la Chiesa ortodossa etiope. 
La Chiesa cattolica è presente in Grecia con la Chiesa latina, la Chiesa cattolica greca di rito bizantino e la Chiesa armeno-cattolica. La maggior parte dei cattolici greci appartiene alla Chiesa latina, che è organizzata con 4 sedi metropolitane, 4 diocesi suffraganee e 1 vicariato apostolico. 
Le maggiori denominazioni protestanti presenti in Grecia sono la Chiesa evangelica greca (espressione del movimento presbiteriano) e le Libere Chiese evangeliche greche, denominazione che raggruppa 60 Chiese evangelicali di varie tendenze, tra cui i battisti e i Fratelli Cristiani. Sono inoltre presenti gli anglicani, i metodisti, gli avventisti del settimo giorno e i pentecostali, rappresentati da diverse Chiese tra cui le Assemblee di Dio. 
Fra i cristiani di altre denominazioni, sono presenti i Testimoni di Geova e la Chiesa di Gesù Cristo dei Santi degli Ultimi Giorni (i Mormoni).

### Islam
In Grecia i musulmani sono presenti principalmente nella Tracia occidentale e sono soprattutto turchi, pomacchi e rom. Vi sono inoltre immigrati musulmani, la maggior parte dei quali vive ad Atene. I musulmani presenti in Grecia sono in maggioranza sunniti, con una minoranza di sciiti.

### Altre religioni
In Grecia sono presenti gruppi che seguono l'ebraismo, l'induismo, il buddhismo, la religione bahai, il sikhismo, la religione popolare cinese e piccoli gruppi che seguono i nuovi movimenti religiosi e l'ellenismo, un movimento religioso che intende fare rivivere la religione dell'antica Grecia.